# Il più grande colpo del secolo
Il più grande colpo del secolo (Le Soleil des voyous) è un film italo-francese del 1967 diretto da Jean Delannoy.

## Trama
Un gangster in pensione sogna di tornare alla vita avventurosa che gli è congeniale e organizza una grande rapina. Il colpo va a buon fine, ma viene tradito dai complici, uno dei quali paga con la vita, mentre una donna, Betty, ha vuotato il sacco con la polizia. Il vecchio gangster è acciuffato.